# Gordana Drinković
Gordana Drinković, hrvatska likovna umjetnica, umjetnica stakla. Živi i radi u Zagrebu. Supruga je hrvatskog kipara Slavomira Drinkovića i mati hrvatskog kipara Vitra Drinkovića.

## Rad
Strast za oblikovanjem u staklu nastala je u djetinjstvu, kad je često i dugo gledala kroz mamine kristalne čaše kao kroz čudesne naočale. Izobličena, pomaknuta stvarnost koju je tako vidjela bila joj je bliska, i kako je rekla da ju "upućuje na duhovno i čini ga vidljivim". Staklo smatra materijalom "posebne ljepote, puno suprotnosti, ograničenja, kruta tekućina, iluzija lakoće i težina, krhkost i čvrstoća, materija koja dah prenosi u oblik."
Stvara u mediju slikarstva, produkt dizajna i umjetničkog oblikovanja u staklu. Članica je HZSU-a i ULUPUH-a. U preko 25 godina rada oblikovala je i realizirala više od 500 umjetničkih i upotrebnih predmeta: skulptura, svijećnjaka, čaša, zdjela, vaza itd. Napravila je više od 20 zbirka čaša za pjenušac, što spada u veće zbirke dizajna ovog predmeta (jednog autora) u svijetu. U Hrvatskoj je također poznata po zbirci OPA art – Made in Croatia koja od 1991. do danas nastaje izvan tvornica. Početkom devedesetih zbog agresije na Hrvatsku, nije postojala proizvodnja i ni mogućnost stvaranja u staklu u Hrvatskoj. OPA je bila mogućnost rada, ali i stav i odgovor na takvo stanje. Vremenom se je OPA uobličla u oblik stvaralačke slobode, istraživanje, materijalizacija ideja i razmišljanja, način društvene angažiranosti. Kao moguće stvaralačke postupke izabrala je postupke uništavanja svojih gotovih proizvoda i zatim stvaranja novih djela od tih krhotina.
Velik dio radova proizveden je u obliku ekskluzivnih dizajnerskih serija i nalaze se u privatnim zbirkama, među ostalim kod umjetnika Gilberta&Georgea koji imaju njene čaše za pjenušac, švedski kraljevski par posjeduje zbirku njenih svijećnjaka, za vjenčanje poznatog glumačkog para Angeline Jolie i Brada Pitta oblikovane su kao dar za vjenčanje čaše Angelina i Brad. Drinković je oblikovala likovno rješenje nagrade Medicina Medicinskog fakulteta Sveučilišta u Zagrebu koja se svake godine dodjeljuje najboljim stručnjacima i humanistima svoje struke. Dizajnirala je čašu i vazu-svijećnjak Pomak povodom ulaska Hrvatske u EU, a to su ujedno i službeni suveniri Muzeja za umjetnost i obrt u Zagrebu.
Izlagala je samostalno i skupno u Hrvatskoj i inozemstvu: SAD, Italija, Francuska i dr. Od 2009. kontinuirano izlaže na svjetskim sajmovima – izložbama dizajna i umjetnosti: Ambiente, Messe Frankfurt, Franfkurt, Njemačka; New York Market Week i NY Tabletop Market, New York, SAD; od 2013. Expo, Milano, Italija;  Maison&Objet, Pariz, Francuska.

## Nagrade i priznanja
Za dio „OPA“ koji pripada političkoj satiri nagrađena je zlatnom plaketom na „Međunarodnoj izložbi Erex 2011“ u Zagrebu. Zbirke Atlantida, Babilon i Manhattan ostvarene u suradnji sa Steklarnom Rogaška u New Yorku nagrađene su 2010. godine nagradom HFN 2010 Award of Excellence, Tabletop. 14. srpnja 2020. dobila je Veliku nagrdu 55. Zagrebačkog salona za skulpturu Suze okrenute prema nebu, prikazane u Muzeju Mimari 2018. godine.